# 霍爾斯坦-戈托普王朝瑞典分支
荷爾斯泰因-戈托普王朝瑞典分支，是荷爾斯泰因-戈托普王朝在瑞典的分支，自1751年至1818年間統治瑞典，在1814年至1818年間同時統治挪威的王朝。

## 歷代國王
- 阿道夫·腓特烈（生歿年：1710年 - 1771年、在位：1751年 - 1771年）
- 古斯塔夫三世（生歿年：1746年 - 1792年、在位：1771年 - 1792年）
- 古斯塔夫四世·阿道夫（生歿年：1778年 - 1837年、在位：1792年 - 1809年）
- 卡爾十三世（生歿年：1748年 - 1818年、在位：1809年 - 1818年）

## 關連項目
- 瑞典君主
- 挪威君主